# ام‌دی–پی‌اچ‌دی
دوره ام‌دی-پی‌اچ‌دی (به انگلیسی: MD-PhD) به دوره‌ای ترکیبی در تحصیلات آموزش عالی پزشکی گویند که در بسیاری از کشورها در طول و پس از اخذ دکترای طب گذرانیده می‌شود. هدف از این پروسهٔ آموزشی، تربیت پزشکان متخصصی است که توانایی پژوهش در سطوح عالی علاوه بر تخصص‌های بالینی را نیز دارند.
دوره‌های مشابهی نیز در دیگر رشته‌ها همانند DO-PhD و DDS-PhD نیز وجود دارد.